# Ischnocnema venancioi
Ischnocnema venancioi es una especie de anfibio anuro de la familia Brachycephalidae.

## Distribución geográfica
Esta especie es endémica de Brasil. Habita entre los 800 y 1200 m de altitud en las montañas costeras de la Serra dos Órgãos en los estados de Río de Janeiro y São Paulo.

## Etimología
Esta especie lleva el nombre en honor a Joaquim Venancio.

## Publicación original
- Lutz, 1958 : Anfíbios novos e raros das serras costeiras do Brasil. Eleutherodactylus venancioi n.sp., E. hoehnei n.sp. Holoaden bradei n.sp. e H. luderwaldti Mir. Rib., 1920. Memorias do Instituto Oswaldo Cruz, vol. 56, n.º 2, p. 373-405[5]